# 1900年パリオリンピックのルーマニア選手団
1900年パリオリンピックのルーマニア選手団（1900ねんパリオリンピックのルーマニアせんしゅだん）は、1900年5月14日から10月28日にかけてフランスの首都のパリで開催された1900年パリオリンピックのルーマニア選手団、およびその競技結果。

## 概要
一人の選手がクレー射撃の男子トラップ競技に参加した。

## 射撃
| 選手名             | 種目         | 結果 | 結果 |
| 選手名             | 種目         | 得点 | 順位 |
| ------------------ | ------------ | ---- | ---- |
| ゲオルゲ・プラジノ | 男子トラップ | 11   | 13   |